# Peñamiller
Peñamiller är en kommun i Mexiko.   Den ligger i delstaten Querétaro Arteaga, i den centrala delen av landet, 200 km norr om huvudstaden Mexico City.
Följande samhällen finns i Peñamiller:
- Villa Emiliano Zapata
- La Estación
- Las Enramadas
- El Frontoncillo
- Adjuntas de Higueras
- El Pilón
- San Lorenzo
- La Vega
- La Ordeña
- Agua de Pedro
- Pueblo Nuevo
- La Colonia I
- Alto Bonito
- Aposentos
- Las Mesas
- El Lindero
- El Carrizalillo
- El Campamento
- El Atorón
- Los Morales
- El Zapote II
- El Moral
- Vista Alegre
- Milpillas
- Cuesta Colorada
- Puerto del Ahorcado